# Coccoloba picardae
Coccoloba picardae är en slideväxtart som beskrevs av Ignatz Urban. Coccoloba picardae ingår i släktet Coccoloba och familjen slideväxter. Inga underarter finns listade i Catalogue of Life.